# Джьотибапхуленагар
Джьотибапхуленагар (англ. Jyotiba Phule Nagar) — округ в индийском штате Уттар-Прадеш. Административный центр — город Амроха. Площадь округа — 2321 км². По данным всеиндийской переписи 2001 года население округа составляло 1 499 068 человек. Уровень грамотности взрослого населения составлял 49,47 %, что ниже среднеиндийского уровня (59,5 %).